# زيت مشمش

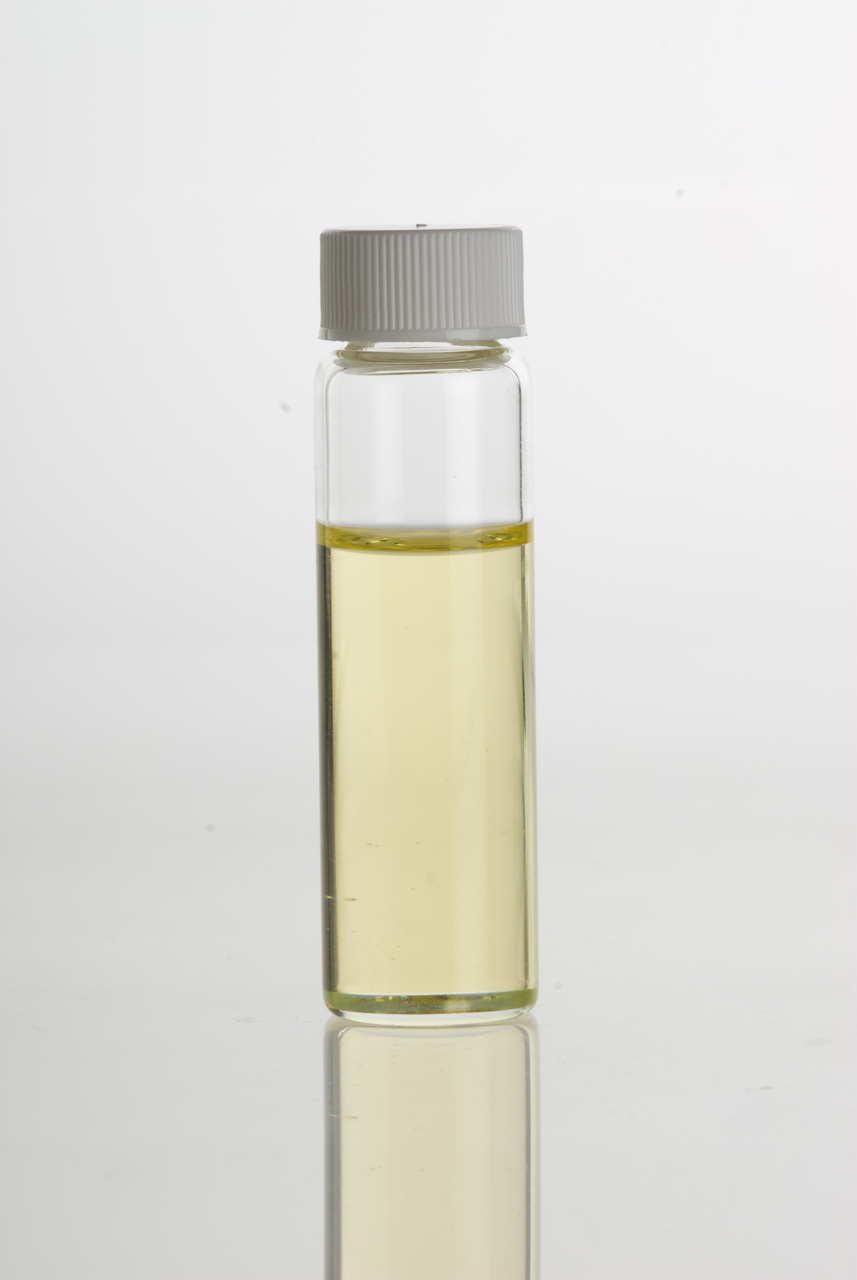
زيت بذور المشمش في قنينة زجاجية شفافة

زيت مشمش هو زيت يتم عصره من زيت المشمش أو زيت نواة المشمش من نواة المشمش برونس أريمينياكا. تحتوي حبات المشمش على من 40-50٪ من الزيت. يتشابه الزيت مع زيت اللوز وزيت الخوخ ، وكلاهما يستخرج أيضًا من حبات الفاكهة المعنية.
تُستخدم كعكة البذور أيضًا بشكل منفصل لاستخراج الزيت العطري الذي يحتوي على أميغدالين، وهو غلوكوسيد بلوري عديم اللون.
يتكون الزيت بشكل رئيسي من حمض الأوليك وحمض اللينولييك، وكلاهما من الدهون غير المشبعة.

## مكونات زيت لب المشمش
فيتامين أ، فيتامين ج، فيتامين هـ، أوميغا 9، أوميغا 6، أوميغا 3، حمض البالمتيك، أحماض دهنية